# Automobiles Jourdain
Automobiles Jourdain war ein französischer Hersteller von Automobilen.

## Unternehmensgeschichte
Das Unternehmen aus Tours begann 1920 mit der Produktion von Automobilen. Der Markenname lautete Jourdain. Im gleichen Jahr endete die Produktion bereits wieder.

## Fahrzeuge
Das einzige Modell war ein Cyclecar. Für den Antrieb sorgte ein Zweizylindermotor. Ein Exemplar war 1920 zum Autorennen Coupe des Voiturettes gemeldet.